# Фильстроф
Фильстро́ф (фр. Filstroff) — коммуна во французском департаменте Мозель региона Лотарингия. Относится к кантону Бузонвиль.

## Географическое положение
Фильстроф расположен в 35 км к северо-востоку от Меца. Соседние коммуны: Кольман и Нёнкиршан-ле-Бузонвиль на севере, германский Нидальтдорф на северо-востоке, Герстлен и германский Валлерфанген на востоке, Бузонвиль на юге, Бибиш на западе.

## История
- Коммуна бывшего герцогства Лотарингия, принадлежала аббатству Бузонвиль.

## Демография
По переписи 2008 года в коммуне проживало 863 человека.	

## Достопримечательности
- Следы галло-романской культуры.
- Замок Сент-Освальда в Беккерольце с часовней.
- Церковь Нотр-Дам, построена в 1769 году, орган конца XIX века.